# Balaenoptera edeni
El rorcual tropical (Balaenoptera edeni), también conocido como  rorcual de Eden o rorcual enano, es una especie de cetáceo misticeto de la familia Balaenopteridae. Hasta la década de 1950, el rorcual de Bryde era considerado una subespecie del rorcual tropical.

## Descripción
El rorcual tropical es de color gris oscuro con vientre blanco-amarillento. Es el segundo rorcual más pequeño con una longitud promedio de 12 metros. Frecuentemente  es confundido con el rorcual sei, sin embargo a diferencia de este, el rorcual tropical tiene tres crestas paralelas en el espacio entre el espiráculo y la punta de la cabeza. Las aletas son pequeñas comparadas con el tamaño del cuerpo. La aleta dorsal es prominente y tiene forma de hoz.

### Comportamiento
El rorcual tropical, raramente es visto en grupos grandes, pero tienden a congregarse cerca a los sitios donde abunda su alimento. Los lóbulos de la aleta de cola no son mostrados con frecuencia. Son nadadores de profundidad y se desplazan a velocidades de entre 7.5 - 30 km/h. Algunas poblaciones tropicales son probablemente sedentarias, con cortas distancias de migración.

### Alimentación
Estos misticetos se alimentan casi exclusivamente de peces pelágicos (sardinas, caballas, arenques y anchoas); crustáceos pelágicos (camarones, cangrejos y langostas). También se les ha visto comer cefalópodos (pulpos, calamares y sepias).

## Población y distribución
El rorcual tropical se distribuye en las aguas cálidas y subtropicales, con temperaturas promedio de 20 °C, principalmente en las aguas costeras al este del océano Índico y oeste del Pacífico.

## Caza y conservación
En 2008 en la Lista Roja de la UICN, figura como datos insuficientes DD (del inglés Data Deficient) porque la taxonomía todavía no se había resuelto. Si existe más de una especie, las menos abundantes pueden estar amenazadas. Si resulta ser una sola especie esta podría ser clasificada como preocupación menor LC.